# NGC 1504
NGC 1504 je galaksija u zviježđu Eridanu.

## Vanjske poveznice
- SEDS: NGC 1504